# Монкс-Маунд
38°39′38.3976″ пн. ш. 90°3′43.362″ зх. д. / 38.660666000° пн. ш. 90.06204500° зх. д.

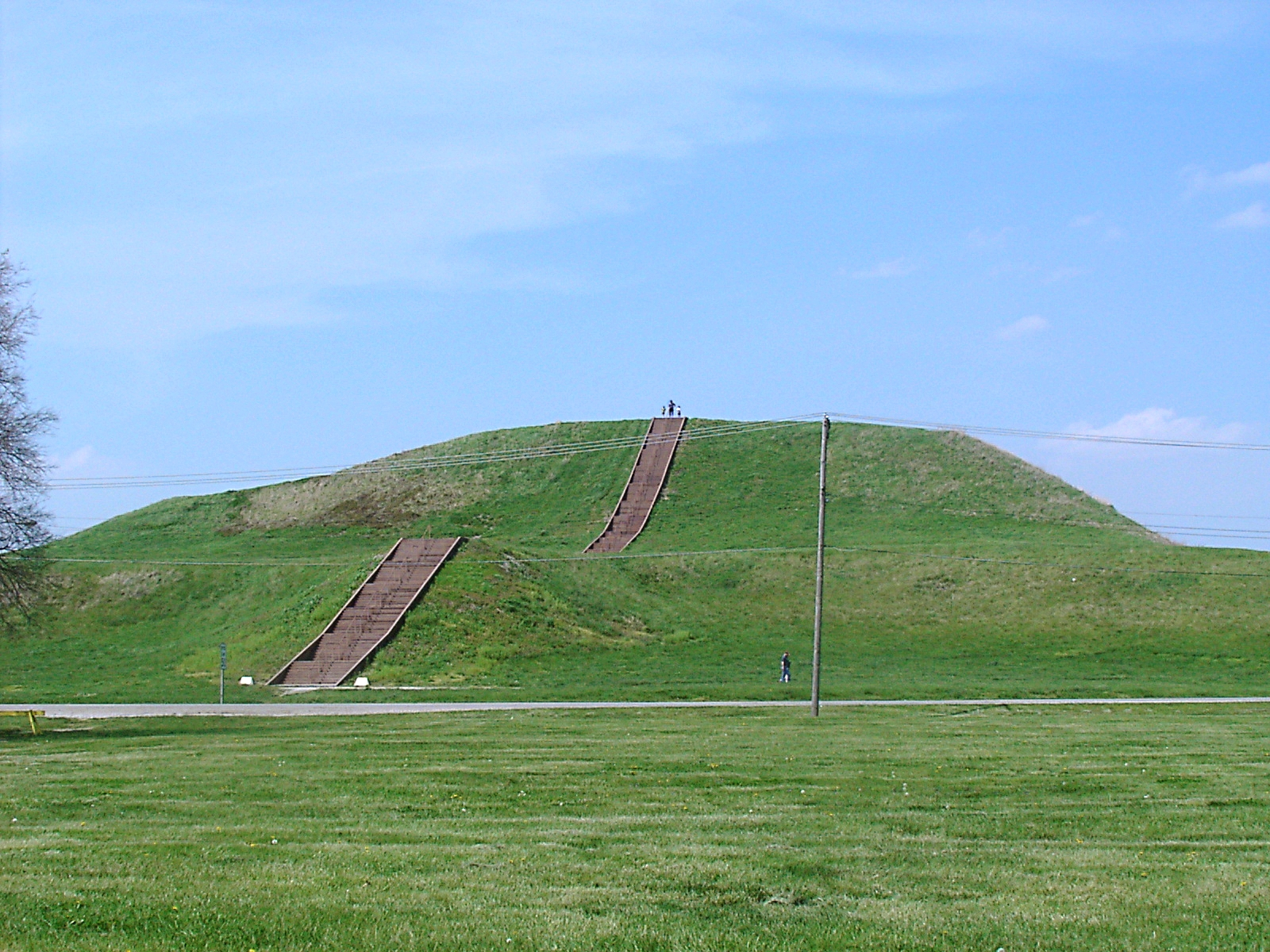
Чернечий курган влітку. Бетонні сходи розташовані приблизно в тому ж місці де розташовувались стародавні дерев'яні сходи

Монкс-Маунд або Чернечий курган — найбільша в Північній Америці (за винятком Мезоамерики) земляна споруда. Входить до складу археологічного комплексу Кахокія занесеного до списку Світової спадщини ЮНЕСКО біля міста Коллінсвілль, штат Іллінойс, його розмір було розраховано у 1988 році як близько 30 м заввишки, 291 м завдовжки, включаючи пандуса у південній частині і 236 м завширшки. Це робить Чернечий Курган приблизно такого ж розміру по його базі, що й Піраміда Хеопса (5,3 га). База займає площу більше, ніж Піраміда Сонця в Теотіуакані.
Імовірно курган спочатку повинен був бути значно меншого розміру, проте через те, що дощ постійно розмивав його і викликав сповзання ґрунту, його довелося збільшити. Курган споруджувався в декілька етапів з 900 по 1100 роки.

## Ресурси Інтернету
- Monks Mound (Mound 38), Cahokia Mounds State Historic Site website.